# Новосавицкое (Одесская область)
Новосавицкое (укр. Новосавицьке) — село, относится к Великомихайловскому району Одесской области Украины.
Население по переписи 2001 года составляло 616 человек. Почтовый индекс — 67143. Телефонный код — 8-04859. Занимает площадь 1,56 км². Код КОАТУУ — 5121683301.

## Местный совет
67143, Одесская обл., Великомихайловский р-н, с. Новосавицкое